# Alicia Benamú
Alicia Benamú (Valencia, Venezuela, 25 de octubre de 1949-19 de julio de 2017) fue una artista y ceramista venezolana, ganadora entre otros reconocimientos del Premio de Artes Aplicadas, XXIX Salón de Arte Arturo Michelena, Ateneo de Valencia, estado Carabobo.

## Carrera
Comienza sus estudios en 1968 de arte puro y arte aplicado en la Escuela de Artes Plásticas y Aplicadas Arturo Michelena de Valencia y se desempeñó como profesora de cerámica de la Escuela de Artes Plásticas Rafael Monasterios, de Maracay, estado Aragua.
Suss obras son formas escultóricas de gran tamaño inspiradas en la morfología y hábitat de animales invertebrados. Insectos, crustáceos, cuevas y cortezas de árboles están recreados en la totalidad de sus obras. La arcilla que utiliza es de las minas de La Cabrera, en Barquisimeto, con las que va realizando distintas mezclas hasta obtener la consistencia que desea: una determinada plasticidad que requieren los volúmenes, ranuras y texturas que caracterizan sus obras. Para darle color a sus obras utiliza óxidos metálicos como por ejemplo del hierro rojo y negro, manganeso y rutilo.
Está representada en el Museo de Ciudad Bolívar, estado Bolívar, y en la Universidad de Carabobo, estado Carabobo.

## Exposiciones individuales
- 1979 Librería Cruz del Sur, Caracas
- 1979 Museo de San Felipe “El Fuerte”, estado Yaracuy, Venezuela[5]

## Premios y reconocimientos
- 1971 Premio de Artes Aplicadas, XXIX Salón de Arte Moderno Arturo Michelena, Ateneo de Valencia, estado Carabobo, Venezuela.
- 1972 Segundo Premio Salón Rotary Club de Valencia, estado Carabobo, Venezuela.
- 1973 Mención Honorífica en el Primer Salón Nacional de Artes del Fuego, Valencia, estado Carabobo, Venezuela
- Mención Honorífica XXIV Exposición Fin de Curso Escuela de Artes Plásticas Arturo Michelena, Valencia, estado Carabobo, Venezuela
- Premio Taller Guayasamín, Taller Guayasamín, Caracas.[5]